# National Wildlife Health Center
Das National Wildlife Health Center (NWHC) ist eine Forschungseinrichtung des United States Geological Survey (USGS), die sich mit der Erforschung von Krankheiten bei wildlebenden Tieren befasst. Die Einrichtung wurde 1975 gegründet und mit der Aufgabe betraut, als biomedizinisches Laboratorium die Auswirkungen von Krankheiten auf wildlebende Tiere zu bewerten und zu untersuchen, in welchem Umfang verschiedene Krankheitserreger Einfluss auf die Verringerung des Wildbestandes haben. Das NWHC hat seinen Sitz in Madison (Wisconsin).
Eine der Hauptaufgaben des NWHC ist aktuell die Überwachung von Ausbrüchen des Influenza-A-Virus H5N1 („Vogelgrippe“) bei wildlebenden Tieren in den Vereinigten Staaten.